# Buckie
Buckie es una localidad situada en el concejo de Moray, en Escocia (Reino Unido), con una población estimada a mediados de 2016 de 8760 habitantes.
Se encuentra ubicada al noreste de Escocia, cerca de la costa del fiordo de Moray (mar del Norte) y al oeste de la ciudad de Aberdeen.

## Historia
En 1891 tenía contabilizada una población de 5849 habitantes y en 1901 de 6549 habitantes.